# Арабски халифат
Арабският халифа̀т е общото название на теократична арабско-мюсюлманска държава, възникнала в резултат от арабските завоевания през VII – IX век и оглавявана от халифи – „наместници“ на Мохамед, представляващи всички мюсюлмани и притежаващи пълната религиозна и политическа власт. Различните периоди от историята на халифата се разглеждат според името на съответната управляваща династия.
Първоначално ядро на халифата става създадената от Мохамед в началото на VII век в Хиджаз (Западна Арабия) мюсюлманска община, наречена умма (нация, народ). В резултат от арабските завоевания е създадена огромна държава, включвала Арабския полуостров, Ирак, Иран, по-голямата част от Задкавказието, Централна Азия, Сирия, Палестина, Египет, Северна Африка, по-голямата част от Пиренейския полуостров, Синд.
Епохата на съществуване на Арабския халифат, заедно с няколкото последващи столетия е съпроводена с разцвет на ислямската наука и култура, известен в западната историография като Златен век на исляма.

## Праведен халифат (632 – 661 г.)
Този период включва епохата на първите четири халифа, „вървящи в правия път“, (ар-р â шидин, оттам и Рашидунски халифат) – Абу Бакр (632 – 634 г.), Умар (634 – 644 г.), Усман (644 – 656 г.) и Али (656 – 661 г.) и владичеството на Омаядите (661 – 750 г.). По размерите си империята, създадена за по-малко от сто години превъзхождала Римската и това е невероятно като се има предвид, че след смъртта на Мохамед е имало голяма вероятност да рухнат и тези не особено големи успехи на исляма, които той постигнал в Арабия. Умирайки, Мохамед не оставя наследник и след смъртта му (632 г.) по въпроса за неговия приемник избухват раздори между жителите на Мека и Медина, които можело да доведат до края на исляма. Умар обаче успява да наложи избора на Абу Бакр. Междувременно, при известието за смъртта на Мохамед хората от почти цяла Арабия, освен Мека, Медина и Таифа, веднага се отказват от исляма. С помощта на вярващите от Медина и Мека Абу Бакр съумява да ги върне назад към исляма, като най-голяма помощ му оказва така нареченият „меч Божий“ – опитният пълководец Халид. Халид разбива 40-хилядната армия от последователи на лъжепророка Мосейлими в така наречената „ограда на смъртта“ при Акраба (633 г.). Веднага след потушаването на арабското въстание, Абу Бакр, продължавайки политиката на Мохамед, повежда война срещу Византия и Персия и поставя началото на арабско-ислямските завоевания, продължили около един век. Халиф Умар (634 – 644 г.) успешно продължава тези завоевания и към края на живота си освен самата Арабия владее Сирия, Месопотамия, Вавилония и западната половина на Персия в Азия, а в Африка – Египет, Варка и Триполи.
При Усман (644 – 656 г.) е завоювана източна Персия до Амударя (Оксус), остров Кипър, Картаген. Междуособиците сред арабите, предизвикани от убийството на Усман и политическата некадърност на Али, довеждат до прекратяване на завоевателните походи и дори до отпадане на някои погранични области.

## Династия на Омаядите (661 – 750 г.)
При първия халиф от династията Умаяди – Муавия I (661 – 680 г.) арабите минават отвъд Амударя (Оксус) и завоюват Пейконда, Бухара и Самарканд в Трансоксиана, а в Индия достигат до Пенджаб; в Африка достигат до Алжир. През този период е окупирана Мала Азия и от 674 до 678 г. е обсаден Константинопол. Въпреки яростните атаки градът устоява, което е първата и най-важна победа на християнска Европа срещу арабското нашествие.
Избухналите при сина на Муавия I – Язид I (680 – 683 г.) нови междуособни войни и борба на Омаядите със сина на Али – Хасан, светите градове и сподвижниците на Абдула ибн-Зубейра, хариджитите и др. водят до това, че някои погранични области отново отпадат. След прекратяването на междуособиците (от 693 г.) при халифа Абд ал-Малик (685 – 705 г.) и неговия син Валид (705 – 715 г.) арабите постигат почти невероятни успехи в Афганистан, Северна Индия и Туркестан – на изток, Армения, Кавказ и Мала Азия – в централна Азия, в западна Африка (до океана), а на запад окупират Пиренейския полуостров и южна Франция. Само енергичните действия на император Лъв III Исавър и хан Тервел, храбро отбили нашествието на арабите към Константинопол и Мала Азия (717 – 718 г.), и на Карл Мартел, сложил край на успехите на арабите във Франция (732 г.), спасяват Европа.
Положението, което заемат арабите в покорените от тях земи, много напомня на военен лагер; фанатично вярващият в исляма Умар I съзнателно се стреми да укрепи в халифата ролята на ислямските проповедници. Имайки предвид религиозния индиферентизъм на общата маса араби-завоеватели, той им забранява да владеят земя в покорените страни; Усман отменя тази забрана и много от арабите стават чифликчии. Това предполага те да станат по-склонни към мирен труд, отколкото към войни, но като цяло, дори при Умаядите арабските селища не изгубват характера си на военен гарнизон . Все пак религиозният характер на арабската държава бързо се изменя: едновременно с разширяването на границите и утвърждаването на Умаядите халифатът се превръща в светско-политическа държава, управлявана от единен владетел над араби и покорени, стоящи по-ниско друговерци.
При Мохамед политическата власт била само допълнение към религиозното му върховенство; така е и при Абу Бакр и при Омар, първият „повелител на правоверните“, същинският организатор на исляма. Властта на халифите над арабите и неверниците произтича както теоретически, така и на практика само заради това, че са първосвещеници, които заставайки на мястото на пророка Божий (Мохамед), водят правоверните свещена война. По времето на Усман обаче настъпват промени както заради разрешението арабите да имат недвижима собственост в завоюваните области, така и поради факта, че Усман раздава управнически длъжности на своите роднини – Омаядите, които са с чисто светски интереси. Когато те, настроени на практика реакционно към исляма, се възкачват на престола, те се оказват точно светски владетели. За да запазят подкрепата, те все пак спазват религиозните си задължения на първосвещеници и наместници на пророка. Халифатът продължава да бъде религиозна и теократическа държава, но само на теория, а всъщност халифът се оказва политически владетел.
В Персия към края на VI век започват брожения: страната е обезсилена от разточителността и грабежите на Хосров II (590 – 628 г.), изтощителните войни с Византия (Ираклий) и анархията; васалите стават независими и не се подчиняват на шаха; велможите издигат на престола свои креатури, а зороастрийското духовенство отслабва държавността с безпощадни гонения на многобройните еретици (манихейци, маздакити и др.), а понякога и срещу един от важните културни елементи на държавата – християните. Още преди Мохамед, бедуините-бекрити по границата разбиват през 604 – 610 г. при Зу-Кар (Долен Ефрат) персийската войска и предприемат ред разбойнически набези по иранските покрайнини. По времето на Абу Бакр бекритският вожд Мосана, приел исляма, се постарава да внуши на Абу Бакр, че при царящото в Персия безвластие, походът срещу нея може да има сериозен успех.
Във Византия, колкото и да е изтощена от войните с Персия, има повече ред, но в източните ѝ провинции, обитавани от разнородно население (семити, а в покрайнините дори араби и копти), в Сирия, Месопотамия и Египет – там жителите страдат от византийския национализъм и религиозна нетърпимост. Затова народите в тези страни слабо се противопоставят на арабите. Нещо повече, от ненавист към византийците в много случаи населението само вика арабите и им помага. За сметка на това Мала Азия, където населението е почти изцяло византийско, никога не била завладяна от арабите задълго и под стените на Константинопол те неведнъж претърпявали неуспех.
Покорените народи нямат особени причини да се жалват от арабското владичество, дори ако се отчетат унизителните постановления на Омар за друговерците и вродената гордост на арабите по отношение на хора от друга нация. Стига да си плащали редовно данъците – поземления харадж и поголовния (джизие), друговерците в халифата можели спокойно да запазят старата си вяра. Дори според споменатите по-горе много строги постановления на Омар, който бил „по-последователен мюсюлманин от самия Мохамед“ , принципно се признавало, че законът на Мохамед е насочен само срещу езичниците многобожници, а не срещу християни, юдеи и зороастрийци. В областите, владени по-рано от Персия и Византия, халифатът налагал по-ниски данъци, давал по-голяма религиозна свобода и носел мир на угнетените.
Тъй като завоевателите били съвсем неподготвени за сложните форми на държавна администрация, то даже суровият бил принуден да запази в новообразувания огромен халифат останки от стария византийски и персийски държавен механизъм По тази причина на друговерците не бил отказван достъп до много управленски длъжности. По политически причини Абд ал-Малик счел за нужно да отстрани немюсюлманите от държавна служба, но това негово разпореждане не могло да бъде приведено в пълна степен нито при неговото управление, нито по-късно. Самият Абд ал-Малика имал близки придворни християни (най-известен пример е отец Йоан Дамаскин). Сред покорените народи имало често случаи хора да се отричат от предишната си вяра (християнска и персийска) и доброволно да приемат исляма. Главна причина за това отстъпничество най-вероятно са били материалните изгоди: новоприетия в мохамеданската вяра не плащал данък (докато Омаядите не отменили закона през 700 г.) и дори напротив – получавал ежегодно средства от държавата; избавял се от презрителното отношение към него, и ако не напълно, то поне донякъде се изравнявал с победителите; високите държавни длъжности ставали по-достъпни, а и варварите-араби все още не можели да се справят с тях.
Може да се предположи, че ислямът не е бил нито за християните, нито за персийците някакво необичайно нововъведение – в много отношения той е бил близък до техните религии. В Европа дълго време гледали на мюсюлманството, което наистина почита Иисус Христос и Пресветата Дева, като на една от християнските ереси (сравнително неотдавна православният архимандрит-арабин Христофор Жара се опитва да докаже, че религията на Мохамед е просто арианство), а блестящите, почти чудотворни победи на арабите доказвали верността на тяхната вяра.
Фактът, че християните и персите приемали исляма имал извънредно големи както религиозни, така и държавнически последствия. Били привличани все по-образовани хора, които накрая се заели с научна обработка на мюсюлманското богословие и свързаното с него право. Така били въведени тенденции и идеи, които били чужди или неизвестни на Мохамед. Вероятно с влиянието на християните , се обяснява появата (в края на VII в.) на сектата на мурджитите, с тяхното учение о безмерно милосърдното търпение на Господ и сектата на кадаритите, която с учението за свободна воля на човека подготвя тържеството на мутазилитите. Много е вероятно и мистическото монашество (наричано суфизъм) да е било заимствано от мюсюлманите от сирийските християни ). В долна Месопотамия, новообърнатите в мюсюлманството християни попълват редовете на републиканско-демократичната секта на Хариджитите.
Още по-двусмислено в развитието на исляма се оказва участието на персите. Много от тях смятат, че „царствената благодат“ (фаррахи каяник) се предава само наследствено. Тази идея се възприема от сектата на шиитите, подкрепящи династията на Алия (мъж на Ф â тима, дъщеря на пророка Мохамед). Освен това да се обявиш в подкрепа на преките наследници на пророка, означавало за неарабите да се обявят в опозиция на омеядското правителство, с неговия ясно изразен арабски национализъм. Опозицията придобива реални размери когато Умар II (717 – 720 г.), единственият от Омаядите, предан на исляма се опитва да въведе благоприятни за мюсюлманите-неараби принципи на Корана и така внася в омеядската система на управление дезорганизация. 30 години след смъртта му, персите-шиити свалят династията на Омаядите, част от които избягват в Испания и основават там нова арабската държава.

## Възцаряване и могъщество на Абасидите (750 – средата на 11 век)
Първите Абасиди: основател на династията е Абул Абас ас-Сафах, тоест „Кръвопроливащия“ (750 – 754 г.); сравняваният по размаха на действията си с Людовик XI, гениален държавен строител и финансист Ал-Мансур (754 – 775 г.); до разточителност щедрият и затова много популярен в литературата баща на Харун ар-Рашид – Ал-Махди (775 – 785 г.); свирепият Ал-Хади (785 – 786 г.); прославеният покровител на поетите и литераторите Харун ал-Рашид (786 – 809 г.), който бил свидетел на най-големия възход на халифата, макар че самият той бил лош управник и съвсем не приличал на онзи идеален образ, какъвто му приписват Хиляда и една нощ; Ал-Амин (809 – 813 г.); приятелят на учените и свободолюбивите философи, персиец по майка – Мамун (813 – 833 г.); продължилите неговата либерална политика Ал-Мутасим (833 – 842 г.) и Ал-Васик (842 – 847 г.).
Границите на халифата се свили: спасилият се от вражеско преследване омаяд Абдаррахман I през 755 г. в Испания полага началото на независимия Кордовски емират, който от 929 г. официално се нарича „Кордовски халифат“ (929 – 1031 г.); 30 години по-късно Идрис, правнук на халифа Али и затова еднакво враждебен както към Абасидите, така и към Омаядите, основава в Мароко алидската династия на Идрисидите (785 – 985 г.), столица на която е гр. Тудга; останалата част от северния бряг на Африка (Тунис и др.) била на практика изгубена за абасидския халифат, когато назначеният от Харун ар-Рашид наместник Аглаб основава в Кайруван династията на Аглабидите (800 – 909 г.). Абасидите не смятали за нужно да възобновяват външната завоевателна политика срещу християнските или други страни, и въпреки че понякога възниквали военни стълкновения и на източните и на северните граници, (като двата неуспешни похода на Мамун срещу Константинопол), халифата като цяло живеел мирно. Настъпва политически и културен разцвет на ислямската империя с участието на победените неарабски народи.

### Персийско влияние
При Абасидите персите получават надмощие в държавата. Дори столицата на халифата се премества към границата на Персия: първо в Анбар, а по-късно в Ал-Мансур и още по-близко – в Багдад: почти на същите места, където е била столицата на Сасанидите. Наследствени съветници на халифите за половин век по-късно станали членовете на везирското семейство на Бармекидите, произхождащи от персийските жреци (отзвук от тази история има в арабските Приказки от 1001 нощ).

### Културен разцвет
По своето политическо, макар и вече не завоевателно величие и по културен разцвет векът на първите Абасиди е най-блестящото време в историята на халифата, донесъл му световна слава. По света са разпространени пословици като: „времето на Харун ал-Рашид“, „разкоша на халифите“ и т. н. Много мюсюлмани и до днешни дни подкрепят духа си със спомени за онези времена. Впрочем деспотичната, безсърдечна и често коварна жестокост на тези халифи понякога била дори повод за гордост. Така например хитрият Ал-Мансур, обичал да се облича пред народа в лицемерната одежда на набожността и справедливостта, предпочитал когато е възможно да действа с коварство и убивал хората, които считал за опасни след като първо приспивал вниманието им с клетвени обещания и милости. При Ал-Махди и Харун ал-Рашид жестокостта била уравновесявана от щедростта им, но вероломното и свирепо сваляне на везирското семейство на Бармекидите, които били извънредно полезни за държавата, но налагали известни ограничения на властелина, е един от най-отвратителните актове на източния деспотизъм при Харун ал-Рашид. Трябва да се добави също, че при Абасидите в съдопроизводството била въведена системата на изтезаване. Дори известният с търпимостта си Мамун и неговите двама приемника са упреквани в тирания и жестокост към хората, които са им били неприятни. Още при първите Абасиди се забелязват признаците на наследствено безумие, които при потомците им се усилват.
За тяхно оправдание може да се каже само, че вероятно твърдите, радикални и терористични мерки са били необходимост за потискане на хаотичната анархия, обхванала ислямските страни при въздигането на Абасидската династия: бунтуващите се привърженици на свалените Омаяди, непризнатите Алиди, хищните хариджити и непрекъснатите въстания в северните части на държавата, подклаждани от различни персийски секти. Вероятно Абу-л Абас така е разбирал смисъла на своето прозвище „Кръвопроливащ“, благодарение на страшната централизация, която въвежда безсърдечният, но гениален политик Ал-Мансур, поданиците получават възможност да се живеят в спокойствие, а държавните финанси процъфтяват. Дори научният и философски разцвет на халифата започват именно при Мансур, който въпреки прословутото си скъперничество поощрява науката. Но от друга страна е безспорно, че разцветът едва ли би бил възможен, ако Сафах, Мансур и техните приемници са управлявали държавата непосредствено, а не чрез талантливия везирски род на персите Бармекиди. Докато безразсъдният Харун ар-Рашид не ги низвергва през 803 г., за да се отърве от тяхната опека, някои от членовете на това семейство са били първи министри или близки съветници на халифа в Багдад (Халид, Яхя, Джафар), а други заемат важни държавни длъжности в провинциите (като Фадл). Всички те съумяват от една страна в продължение на 50 години да поддържат нужното равновесие между персите и арабите, давайки на халифата политическа опора, а от друга да подкрепят стария, Сасанидски начин на живот със съответното обществено устройство и култура.

### Арабска култура
Обикновено наричат тази култура арабска, защото за всички народи в халифата държавният език бил арабски. Затова се казва „арабско изкуство“, „арабска наука“ и т.н., но в същността си това са най-вече останки от културата на Сасанидите и въобще староперсийската култура (която, както се знае, е възприела много и от Индия, Асирия, Вавилон и, непряко от Гърция). В западноазиатските и египетската части на халифата се срещат останки от византийската култура, докато в Северна Африка, Сицилия и Испания – от римската и римско-испанска култури. Не може да се каже, че наследената от халифата чужда култура се е издигнала качествено при арабите: архитектурно иранско-мюсюлманските постройки са на по-ниско ниво от староперсийските, същото се отнася и за мюсюлманските изделия от коприна и вълна. Домашните съдове и украшения, въпреки че са много красиви отстъпват пред старинните изделия. За сметка на това в мюсюлманския, абасидски период в обширната обединена и подредена държава се засилило търсенето на предмети иранско производство, увеличило се количеството потребители. Мирните отношения със съседите позволили да се развие забележителна търговия с Китай през Туркестан и моретата, през Индийския архипелаг, с волжките българи и Русия, през Хазарското царство, с испанския емират, с цяла Южна Европа (с изключение на Византия), с източните брегове на Африка (от където получавали слонова кост и негри) и т.н.
Главно пристанище на халифата бил град Басра. Търговец и производител – това са главните герои на арабските приказки. Различни високопоставени лица, военачалници, учени и други не се срамели да добавят към титлите си прозвището Аттар (= бояджия), Хейят (= шивач), Джавхарий (= бижутер) и други подобни. Но по принцип характерът на мюсюлманско-иранската промишленост се изразявал не толкова в удовлетворяването на практическите потребности, колкото на желанията за разкош. Главните предмети на производство били копринени тъкани, муселин, атлаз, моаре, брокат), оръжие (саби, кинжали, ризници), бродерии на ленено платно и кожа, сърмени ширити, килими, шалове, сечени, гравирани, рязани слонова кост и метали, мозаечни, стъклени и фаянсови изделия. Много по-малко били произвежданите за чисто практически цели неща – хартиени и сукнени произведения или такива от камилска вълна. Благосъстоянието на земеделската класа се подорило с възстановяването на напоителните канали, които при последните Сасаниди били запуснати.
Персийският дух овладява и арабската поезия, която вместо бедуински песни се радва на изтънчените произведения на басриеца Абу-Новас (наричан още „арабския Хайне“) и други придворни поети на Харун ар-Рашид. Очевидно, не без персийско влияние  възниква същинската историография и след „Житието на Апостола“, съставено от ибн-Исхак за Мансур, се появяват поредица от светски историци. Ибн-ел-Мокафа превежда от персийски език (около 750 г.) Сасанидската „Книга на владиците“, пехлевийската обработка на индийските притчи за „Калил и Димн“ и различни гръцко-сирийско-персийски философски произведения, с които преди всички се запознават Басра и Куфа, както и Багдад. Същата задача изпълняват и бившите персийски поданици християни-арамейци Джондишапур, Харан и др.
За превод на арабски език на гръцките медицински, математически и философски произведения се погрижва още Мансур. Харун ар-Рашид предава ръкописите, донесени от малоазиатските походи за превод на джондишапурския лекар Йоан ибн-Масавейх. Специално за отвлечените философски идеи Мамун устройва специална преводаческа колегия в Багдад и привлича множество философи. Под влиянието на гръцко-сирийско-персийската философия коментарната работа по тълкуването на Корана се превръща в научна арабска филология, на практика се създава арабската граматика, филологическото събиране на произведения от доислямското и омеядско народно творчество.

### Религиозни секти
Векът на първите Абасиди е известен също така като период на висше напрежение на ислямската религиозна мисъл, като период на силно сектантско движение – персите, които сега масово преминават към исляма, взимат в свои ръце почти изцяло мюсюлманското богословие и пробуждат оживена догматическа борба. Така еретическите секти, възникнали още при Омаядите, получават своето развитие, а правоверното богословие-законоведение се разделя на четири школи или тълкувания: при Мансур – по-прогресивното на Абу-Ханифа в Багдад и консервативното на Малик в Медина, при Харун ар-Рашид – сравнително прогресивния Шафия, при Мамун – ибн-Ханбал, проявяващ се като груб и нетърпим пуританин, достигащ по въпросите за Бога до директен антропоморфизъм. Отношението на управниците към такива ортодокси невинаги било еднакво: когато Мамун и двамата му приемници въздигнали (от 827 г.) мутазилизма в държавно вероизповедание, последователите на правоверните тълкувания били подложени на гонения за „антропоморфизъм“, „многобожие“ и т.н.
При Мотасим бил бит и измъчван светият имам ибн-Ханбал (834 г.) Разбира се, халифите можели да покровителстват сектата на мутазилитите спокойно, защото нейното рационално учение за свободната човешка воля и за сътвореността на Корана не били политически опасни. Но към сектите с политически характер, като тези на хариджитите, маздакитите, крайните шиити, които понягока вдигали много опасни въстания (лъжепророка на персите Мокан в Хорасан по времето на Махди, 779 г., храбрият Бабек в Азербайджан при Мамун и Мотасим, и др.), отношението на халифите било репресивно и безпощадно дори и в най-добрите за халифата времена.

## Упадък (9 – 13 век)
Периодът се характеризира с постепенното разложение на Арабския халифат на относително самостоятелни политически образувания, съпровождан е от клерикална реакция и завършва с господството на тюрките и съкрушителнното нашествие на монголите.

### Персия
При Абасидите националното самосъзнание на персите се възражда . След като Харун ал-Рашид жестоко избива Бармекидите, които дотогава съумяват да претопяват персийския и арабския елемент в едно, двете народности се разкъсват. При Мамун силният политически сепаратизъм на Персия се изразява в основаването на династията на Тахиридите в Хорасан (821 – 873 г.), което се оказва първият симптом на предстоящото отпадане на Персия от халифата. В самата столица Багдад халифите стават зависими от своеволната преторианска тюркска гвардия, формирана от ал-Мутасим (833 г.). Усещайки, че властта им отслабва, халифите (първи сред тях – Ал-Мутавакил, 847 г.) решават, че трябва да търсят нова подкрепа – в правоверното духовенство. За целта обаче трябвало да се отрекат от мутазилитското волнодумство.
Заедно с прогресивното отслабване на властта на халифите, се засилват позициите на исляма, преследването на ересите, свободомислието и на другите религии (християни, евреи и др.), религиозното гонение на философията и естествените науки. Това се оказва лесно, защото халифът, като висш религиозен глава, може канонически да обяви каквото реши за ерес, а новата и силна школа богослови, основана от Абу Хасан Ашари (874 – 936 г.) води „научна полемика“ с философията и светската наука и удържа победа в общественото мнение. Въпреки това най-славните арабски философи (басрийските енциклопедисти, Фараби, Ибн Сина) и др. учени) живеят под покровителството на васални владетели, когато в Багдад (IX—XI в.) официално са признати за вредни философията и несхоластическите науки.
В Персия след Тахиридите (821 – 873 г.) възникват самостоятелните династии на Сафаридите (867 – 903 г.), Саманидите (875 – 999 г.), Газневидите (962 – 1186 г.) и Персия се изплъзва до голяма степен от властта на халифата. Свидетели на постепенното разпадане на халифата стават халифите:
- Мутавакил (847 – 861 г.), наричан още „арабския Нерон“ и високо възхваляем от правоверните;
- неговият син Мунтасир (861 – 862 г.), който се възкачва на престола, убивайки баща си с помощта на тюркската гвардия;
- Мустаин (862 – 866 г.);
- Ал-Мутаз (866 – 869 г.);
- Мухтади I (869 – 870 г.);
- Мутамид (870 – 892 г.);
- Мутадид (892 – 902 г.);
- Муктафи I (902 – 908 г.);
- Муктадир (908 – 932 г.);
- Ал-Кахир (932 – 934 г.);
- Ал-Ради (934 – 940 г.);
- Мутаки (940 – 944 г.);
- Мустакфи (944 – 946 г.).

От повелител на обширна империя халифът става просто княз на малката багдадска област, враждуваща и помиряваща се със своите понякога по-силни или по-слаби съседи, които формално са негови васали.
Той става играчка в ръцете на тюркските си военачалници и месопотамски емири: при Ал-Ради (934 – 941 г.) е създадена специалната длъжност майордом ("емир-ал-умар â "). През 945 г. Буидите превземат Багдад и го владеят над 100 години с титлата султани, като по това време ролята на халиф е само номинална: Мустакфи (944 – 946 г.), Ал-Мути (946 – 974 г.), Ал-Таи (974 – 991 г.), Ал-Кадир (991 – 1031 г.) и Ал-Каим (1031 – 1075 г.). По политически съображения и в противовес на Фатимидите шиитските султани Буиди се наричат васали ("емири ал-умар â ") на багдадския халифат, но всъщност третират халифите като пленници, без уважение и с презрение. Абасидският халиф се превръща в обикновен първосвещеник, при това друговерец, който няма светска власт, а често дори и средства за препитание. Същевременно Буидите покровителстват философите и волномислещите сектанти и в самия Багдад процъфтява шиизмът.
С идването на тюркския завоевател Махмуд Газневи, на мястото на унищожената Саманидска държава се създава огромен султанат (997 – 1030 г.). Махмуд се откроява като ревностен сунит. Той отнема сравнително малки територии от силните Буиди (Мидия и някои други владения), но избягва преки стълкновения с тях. В културно отношение походите на Махмуд също се оказват пагубни за завоюваните от него страни, а през 1036 г. селджуците започват опустошителните си завоевания в Азия и застрашават азиатско-мюсюлманската цивилизация, потресена вече от тюрките Газневиди.
Положителни промени за багдадските халифи настъпват през 1055 г., когато вождът на селджуците Тогрул-бек завзема Багдад, освобождава халифа от властта на еретиците Буиди и става султан вместо тях. През 1058 г. той тържествено приема инвеститурата от Ал-Каим и го почита с различни символични знаци. Халифите Ал-Каим (починал през 1075 г.), Мухтади II (1075 – 1094 г.) и Ал-Мустазхир (1094 – 1118 г.) живеят в богатство и уважение, като духовни водачи на исляма. Селджукът Мас’уд дарява Багдад и по-голямата част от днешен Ирак за самостоятелно светско управление на Ал-Мустаршид (1118 – 1135 г.), продължило и при неговите приемници: Ар-Рашид (1135 – 1136 г.), Ал-Муктафи (1136 – 1160 г.), Ал-Мустанджид (1160 – 1170 г.) и Ал-Мустади (1170 – 1180 г.).

### Близък изток
На запад Египет заедно със Сирия се отделя под властта на Тулунидите (868 – 905 г.) Те успяват да присъединят и днешна Йордания, Хиджаз, Кипър и Крит (868 – 884). Наистина, след падането на Тулунидите Сирия и Египет в течение на 30 години отново попадат под управлението на абасидските наместници, но през 935 г. мамелюкът Ихшидид основава своя династия (935 – 969 г.), и управлява Египет като васал на Абасидите до възцаряването на Фатимидите. В Ифрикия начело е династията на Аглабидите (800 – 909), а в Мароко се отделя династията на Идрисидите (788 – 985). Към средата на X век нито една област западно от река Ефрат не се подчинява на светската власт на багдадските халифи, макар всички (освен в Испания и Мароко) да им признавали правото да са духовни владици – с техните имена се сечали монетите и се започвала молитвата (хутба).
Шиитската секта на исмаилитите, реформирана (около 864 г.) от Абдула ибн-Меймун също се оказала сериозна политическа сила, особено когато нейният клон на карматите през 890 г. построява в Ирак силната крепост Дар-ол-хиджра, станала база за новообразуваната грабителска държава. Според арабския историк Норвейр, оттогава „всички се бояли от исмаилитите, а те от никого“ и карматите се разпореждали както желаят в Ирак, Арабия и пограничните земи на Сирия. През 909 г. карматите успяват да основат в Северна Африка династията на Фатимидите (909 – 1169 г.), която през 969 г. отнема от Ихшидидите Египет и южна Сирия и провъзгласява Фатимидския халифат, чиято власт признава и Северна Сирия.
Край на Фатимидския халифат, толкова ненавистен за Абасидите, слага верният сунит Саладин (1169 – 1193 г.). Основаната от него династия на Аюбидите (1169 – 1250 г.) признава върховенството на багдадския халиф. Възползвайки се от слабостта на разпадналата се селджукска династия, енергичният халиф Ан-Насир (1180 – 1225 г.) замисля да разшири пределите на малкия багдадски халифат и встъпва в борба с могъщия хорезмшах Мохамед ибн-Такаш. Ибн-Такаш заповядва на събранието на богословите да прехвърлят халифата от рода Абаса на рода Али и изпраща войските си срещу Багдад (1217 – 1219 г.), а Насир изпраща посланици при монголците на Чингисхан, канейки ги да нахлуят в Хорезм. Нито Ан-Насир (починал през 1225 г.), нито Аз-Захир (1220 – 1226 г.) успяват да видят края на започната от тях катастрофа на монголското нашествие, погубило ислямските страни в Азия в културно-материално отношение. Последните багдадски халифи са Ал-Мустансир (1226 – 1242 г.) и напълно безпомощният и бездарен Ал-Мустасим (1242 – 1258 г.), който през 1258 г. предава столицата на монголските пълчища на Хулагу-хан и 10 дни по-късно е екзекутиран с по-голямата част от членовете на династията си.
Един от потомците му избягва в Египет и мамелюкският султан Байбарс (1260 – 1267 г.), за да има духовна поддръжка за султаната си, го въздига в чисто свещеническия сан „халиф“, под името Мустансир (1261 г.). Потомците на този Абасид не оставят следа в историята на халифата (например обстоятелственият историк Ибн Халдун не счита за нужно дори да ги спомене). Те остават номинални халифи при каирските султани дотогава, докато властта на мамелюците не е отнета от османския завоевател Селим I (1517 г.). За да има всички официални права да е духовен глава на целия ислямски свят, Селим I кара последния от тези халифи и последен от рода на Аббасидите, Мотавакил III, тържествено да се отрече от своите халифски права и титла в полза на османските султани.

### Иберийски полуостров
В началото на X век в Испания омаядът Абд ал-Рахман III също се провъзгласява за халиф (929 г.), и така по това време съществуват едновременно три паралелни халифата: Египетски (Каирски), Кордовски и Багдадски.
Кордовският халифат прекратява съществуването си през 1031 г. (останалите князе и главните сред тях, Севилските Абасиди, заради трудната борба с християнския боец Сид, поканват през 1086 г. мароканската династия на Алморавидите, която по-късно сменят крайно фанатичните Алмохади, 1130 – 1269).

## Исторически извори
Основните източници за историята на Халифата са арабски:
1. историци като Бал â зорий (починал 892 г.), ибн-Котейба (поч. 889 г.), Абу-Ханифа Динаварий (поч. 895 г.), Табарий (поч. 923 г.), Масуди (поч. 956) и др.;
2. географи (изд. у де Гуе в „Bibl. geogr. arabicorum“) и древни юристи, най-вече ханифита Абу-Юсоф (поч. 798) и Яхъя ибн-Адам (поч. 818);
3. ранни коментари на произведенията на арабски поети (например, за епохата на Омаядите – на диван Ахтал, Джарир и Фараздак) и разяснението на поетическите и прозаични антологии, например „Книга на песните“ на Абул-Фарадж Испахански (поч. 973 г.) – за епохата на Омаядите, „К â мил“ Мобарад (поч. 898 г.) – за хариджитското движение, „Ятимет-ад-дахр“ Та â Либия (поч. 1037 г.) – за историята на хамданидите и буидите; богат източник за културната история на Халифата е полубелетристичното съчинение на Дж â Хиза (поч. 868 г.; издадено от фан-Флотен);
4. хадиси, които по отношение на Мохамед, цитиран в тях са недостоверни, но добре характеризират епохата, когато са били съчинени;
5. нумизматични находки, изследвани от Тизенхаузен[13], [14], [15], [16]